# 13-й фронт (Япония)
Тринадцатый фронт (яп. 第13方面軍) — группировка сухопутных войск японской императорской армии, находившаяся в восточной части Японии в конце Второй мировой войны.
13-й фронт был сформирован 1 февраля 1945 года для отражения возможного вторжения Союзников на собственно Японские острова. Его войска должны были оборонять регион Токай, штаб-квартира размещалась в городе Нагоя. С 8 февраля 1945 он перешёл под командование свежесозданного Первого командования, ответственного за оборону Восточной Японии.
Как и в прочих войсках обороны Японских островов, части, входившие во фронт, были укомплектованы слабо подготовленными резервистами, молодыми призывниками либо бойцами территориального ополчения, не имевшими нормального оружия и снаряжения. Войска фронта в боевых действиях не участвовали, и после капитуляции Японии были демобилизованы.

## Список командного состава

### Командующие
|   | Имя                            | С              | По              |
| - | ------------------------------ | -------------- | --------------- |
| 1 | Генерал-лейтенант Тасуку Окада | 1 февраля 1945 | 15 августа 1945 |

### Начальники штаба
|   | Имя                             | С              | По              |
| - | ------------------------------- | -------------- | --------------- |
| 1 | Генерал-майор Масудзо Фудзимура | 1 февраля 1945 | 5 июля 1945     |
| 2 | Генерал-майор Ёсидзо Сибата     | 5 июля 1945    | 22 октября 1945 |